# Leptocerus sadbhuta
Leptocerus sadbhuta är en nattsländeart som beskrevs av Schmid 1987. Leptocerus sadbhuta ingår i släktet Leptocerus och familjen långhornssländor. Inga underarter finns listade i Catalogue of Life.